# Tetiana Teresjtjuk-Antipova
Tetiana Teresjtjuk-Antipova (ukrainska: Тетяна Терещук-Антиова), född den 11 oktober 1969 i Luhansk, Ukrainska SSR, Sovjetunionen är en ukrainsk friidrottare som sedan 1990-talet tävlat på 400 meter häck.
Teresjtjuk-Antipova första mästerskap var VM 1995 i Göteborg där hon slutade på en femte plats. Året efter vid OS i Atlanta blev hon sist i sin semifinal och tog sig inte vidare till final. VM 1997 i Aten blev däremot ett steg framåt och hon slutade denna gång fyra. Hennes första mästerskapsmedalj kom året efter vid EM 1998 där hon slutade på andra plats. 
Vid VM 1999 i Sevilla blev hon bara sjua i finalen och även vid OS 2000 hamnade hon utanför prispallen -  denna gång på en femte plats. Inte heller vid VM 2003 i Paris nådde hon ända fram utan slutade på en femte plats.
Efter några tunga år blev OS 2004 hennes bästa tävling. I semifinalen där hon slutade fyra satte hon ett nytt personligt rekord när hon sprang på 53,37. Väl i finalen sprang hon på 53,44 och blev bronsmedaljör före namn som Jana Rawlinson och Julija Petjonkina.  
Efter OS-finalen har inte Teresjtjuk-Antipova haft några mera framstående år. Vid VM 2005 blev det sjunde plats och på VM 2007 blev hon utslagen redan i semifinalen. Vid EM 2006 i Göteborg blev det emellertid en bronsmedalj.
Under invasionen av Ukraina 2022 flydde hon från sitt hem i Irpin på grund av beskjutningen från ryska militären.